# Kristīne Opolais
Kristīne Opolais (Rēzekne, Lett SZSZK, Szovjetunió, 1979. november 12. –) lett opera-énekesnő (szoprán).

## Élete
Zenekedvelő családban született: édesanyja énekelt, apja klasszikus és dzsessztrombitán játszott. Zenei nevelése hétéves korában kezdődött. Szülővárosában a Jāņa Ivanova Rēzeknes mūzikas vidusskolába, a zenei szakközépiskolájába járt. Aztán tanult énekelni Regina Frīnbergánál és a Lett Zeneakadémián Jāzeps Vītolsnál, Rigában Margarita Gruzdevánál és Lilija Greidānénál és később Margreet Honignál, Amszterdamban.
2011-ben Andris Nelsons karmesterrel kötött házasságot. 2011-ben lányuk született, 2018-ban elváltak.

## Művészi fejlődése
2001 óta a Lett Nemzeti Opera kórusában énekelt, majd két évvel később szólistája lett (2007-ig). Andrejs Žagars művészeti vezető és Andris Nelsons vezető karmester irányítása mellett.
2006-ban debütált a berlini Unter den Linden operaházban (Giacomo Puccini: Tosca, címszerep), 2008-ban a milánói Scalában és a Bécsi Állami Operaházban (Giacomo Puccini: Bohémélet Mimìjeként), 2010-ben a Bajor Állami Operaházban (Antonín Dvořák: Ruszalka címszerepében és a Fesztivál d'Aix-en-Provence-ban, 2011-ben a Royal Opera House-ban, 2012-ben a Zürichi Operaházban (a címszerepet játszotta Leoš Janáček Jenůfájában) és 2013-ban a New York-i Metben. 2014 áprilisában, Kristīne Opolaist Peter Gelb, a Metropolitan Opera vezérigazgatója beírta a "Met Stories" arany oldalaira, miután előző napon debütált a Pillangókisasszony címszerepében, a következő napon premierje volt. a Bohéméletbe beugrott a néhány órán belül megbetegedett szoprán, Anita Hartig helyett, Mimì szerepébe. A címszerepet Giacomo Puccini Manon Lescaut című filmben énekelte 2014 júniusában a londoni Királyi Operában és 2014 novemberében, amikor Anna Netrebkót helyettesítette a bajor állami operában.
Az opera mellett Kristīne Opolais koncertet adott a zürichi Tonhalléban, a Burgtheaterben, 2014-ben a Nobel-díjak odaítélésének ünnepi koncertjén, Stockholmban, a Salzburgi Ünnepi Játékokon (Sosztakovics 19. szimfóniájában), a WDR kölni szimfonikus zenekarral, a lipcsei Gewandhaus zenekarral és a BBC Filharmonikusokkal.
A 2016/2017-es szezonban ismét a címszerepet vállalta Dvořák Ruszalkájában a Metropolitanben.

## Díjai, elismerései
- 2004-ben elnyerte a Pauls Sakss (1878–1966) lett tenorról elnevezett díjat.
- 2005-ben elnyerte a lett színházi díjat a Legjobb operaművész kategóriában és a Lett Kulturális Alapítvány díját.
- 2006-ban és 2007-ben ismét a nagy lett zenei díjjal tüntették ki.
- 2016-ban megkapta a Három Csillag érdemrendet (Triju Zvaigžņu ordenis), amely hazája legmagasabb díja.[13]

## Fordítás
- Ez a szócikk részben vagy egészben  a   Kristīne Opolais című német Wikipédia-szócikk ezen változatának fordításán alapul.  Az eredeti cikk szerkesztőit annak laptörténete sorolja fel. Ez a jelzés csupán a megfogalmazás eredetét és a szerzői jogokat jelzi, nem szolgál a cikkben szereplő információk forrásmegjelöléseként.